# Sanghayashas
Sanghayashas (aussi Sangha-yashas ou Samgha Yashas ; en sanskrit : Saṅghāyaśas, ; en chinois : 僧伽舍多, pinyin : Sēngqiéshèduō) est un moine indien disciple de Sanghanandi et considéré par la tradition du bouddhisme zen comme son dix-huitième patriarche.
Il porte également le nom de Gayasata,,, (sanskrit :Gayāśata ; chinois : 伽耶舍那, Jiāyéshěnà ; coréen : 가야사다 Kayasada).

## Biographie
Né dans le royaume de Madra,
il enseigne chez les Tokhariens
puis transmet sa charge à Kumarata.